# Ruurlo
Ruurlo è una località e un'ex-municipalità dei Paesi Bassi situata nella provincia della Gheldria. Soppressa il 1º gennaio 2005, il suo territorio, assieme ai territori dei comuni di Borculo, Eibergen e Neede, è andato a formare la nuova municipalità di Berkelland.

## Monumenti

### Architetture civili
- Castello di Ruurlo (XIV-XVIII secolo)[2][3][4][5]